# Limonium multiflorum
Limonium multiflorum é uma espécie de planta com flor pertencente à família Plumbaginaceae. Trata-se de uma espécie hemicriptófita cujos habitats preferenciais são zonas rochosas, dando-se a sua floração entre Julho e Setembro. É semelhante a Limonium dodartii.
A espécie foi descrita por Matthias Erben e publicada em Mitt. Bot. Staatssamml. München 14: 497. 1978.
Encontra-se protegida por legislação portuguesa/da Comunidade Europeia, nomeadamente pelos Anexos II e IV da Directiva Habitats. A IUCN classifica a espécie como Pouco preocupante (LC).
O número cromossómico é 2n=35.

## Distribuição
Trata-se de uma espécie endémica de Portugal Continental, onde ocorre na zona Oeste.

## Sinonímia
Segundo a Flora iberica a espécie tem a seguinte sinonímia:
- Limonium auriculae-ursifolium subsp. multiflorum (Pignatti) Pignatti[7]
- Limonium binervosum subsp. multiflorum Pignatti[8]
- Statice densiflora var. lusitanica Daveau[9]
- Limonium dodartii (Girard) Kuntze subsp. lusitanicum (Daveau) Franco[1][10]